# Jean Guitton
Jean Guitton (ur. 18 sierpnia 1901 w Saint-Étienne, zm. 21 marca 1999) – francuski filozof i teolog katolicki. Uczeń Bergsona. Pracował naukowo na Sorbonie. Był kontynuatorem tradycji filozoficznej francuskiego spirytualizmu.
Zasłynął jako pierwszy świecki audytor Soboru Watykańskiego II.

## Publikacje
- Le temps et l'éternité chez Plotin et Saint Augustin (1933)
- La philosophie de Leibniz (1933)
- Actualité de saint Augustin (1935)
- La pensée moderne et le catholicisme (1934—1950)
  - Perspectives (1934)
  - Newman et Renan (1938)
  - La pensée de M. Loisy (1936)
  - Critique de la critique (1937)
  - Le problème de la connaissance et de la pensée religieuse
  - Le problème de Jésus et le fondement du témoignage chrétien (1946)
  - Développement des idées dans l'Ancien Testament (1947)
- Portrait de M. Pouget, (1941)
- Journal de captivité, (1942–1943)
- Nouvel art de penser (1946)
- Le problème de Jésus (1946)
- L'existence temporelle (1949)
- La Vierge Marie (1949)
- Pascal et Leibniz (1951)
- Le travail intellectuel (1951)
- Journal, études et rencontres (1959, 1968)
- L'Église et l'Èvangile, (1959)
- La vocation de Bergson (1960)
- Regard sur le concile (1962)
- Génie de Pascal (1962)
- L'Église et les laïcs (1963)
- Dialogues avec Paul VI (1967)
- Développement de la pensée occidentale (1968)
- Profils parallèles (1970)
  - Newman et Renan
  - Pascal et Leibniz
  - Teilhard et Bergson
  - Claudel et Heidegger
- Ce que je crois (1971)
- Paul VI et l'Année sainte (1974)
- Journal de ma vie (1976)
- Paul VI secret (1980)
- Œcuménisme (1986)
- Un siècle, une vie (1988)
- Dieu et la science (1991)
- Portrait du père Lagrange (1992)
- Celui qui croyait au ciel et celui qui n'y croyait pas (1994)
- Le siècle qui s'annonce (1996)
- Mon testament philosophique (1997)
- Ultima Verba (1998)